# Conseil de défense et de sécurité nationale
Le Conseil de défense et de sécurité nationale (CDSN) français est un Conseil des ministres restreint présidé par le président de la République française et ayant pour but de fixer les objectifs et de coordonner la politique française de sécurité et de défense.

## Histoire

### Comités de défense (1906-2009)
L’article 3 de la loi du 25 février 1875 relative à l’organisation des pouvoirs publics prévoit que « le président de la République dispose de la force armée. » Toutefois, il n’existe pas d’organisme de coordination et de synthèse politico-militaire. La responsabilité de la protection de la Nation est portée par le Gouvernement, où les ministres de la Guerre, de la Marine et des Colonies tiennent le premier rôle. S’inspirant du Comité de Défense impériale britannique créé en 1902, le Conseil supérieur de la défense nationale est créé en 1906. Présidé par le chef de l’État, il rassemble le Président du Conseil, les ministres des Affaires étrangères, de la Guerre, de la Marine, des Finances et des Colonies. Le chef d’état-major général de l’Armée (de terre), le chef de l’état-major général de la Marine et le général président du Comité consultatif de défense des colonies participent également aux séances avec voix consultatives. Il est convoqué à quinze reprises jusqu’en 1915. Réactivé en 1920, il se dote d’un organe permanent : le secrétariat général du Conseil supérieur de la défense nationale, qui devient en 1929 le secrétariat général de la défense nationale (SGDN). En 1932 est créé le Haut comité militaire, devenu en 1936 le Comité militaire permanent de la défense nationale.
En 1943, un Comité de la défense nationale est institué. Dans l’article 32 de la Constitution de la Quatrième République, il est prévu que « le président de la République préside, avec les mêmes attributions, le conseil supérieur et le comité de la défense nationale et prend le titre de chef des armées. »
Dans l’article 15 de la Constitution de la Cinquième République, il est prévu que « le Président de la République française est le chef des armées. Il préside les conseils et les comités supérieurs de la Défense nationale. »
Ainsi, la politique de la défense est définie en conseil des ministres. Les décisions en matière de direction générale de la défense sont arrêtées en comité de défense qui comprend, sous la présidence du président de la République ; le Premier ministre ; le ministre des Affaires étrangères ; le ministre de l’Intérieur ; le ministre des Armées ; le ministre des Finances et des Affaires économiques, et, s’il y a lieu, sur convocation du président, les autres ministres pour les questions relevant de leur responsabilité.

### Conseil de sécurité intérieure (1986-2009)
Le Conseil de sécurité intérieure (CSI) est créé par Jacques Chirac, Premier ministre, après les attentats survenus au cours de l'automne 1986. Le conseil réunit alors, sous la direction du Premier ministre, les ministres de l'Intérieur, de la Défense, des Affaires étrangères, des DOM-TOM, de la Justice et des Finances.
Ensuite, le Conseil de sécurité intérieure ne se trouve guère utilisé de 1993 à 1997. À cette date, Lionel Jospin, Premier ministre, le réactive en lui donnant un statut réglementaire. Placé sous la présidence du Premier ministre, il réunit les ministres de l'Intérieur, de la Défense, de la Justice, et celui chargé des douanes (ainsi que d'autres ministres éventuellement concernés par les points fixés à l'ordre du jour, en tant que de besoin). Il lui revient de définir les orientations générales de la politique de sécurité intérieure et de veiller à la coordination de l'action des ministères et de la mise en œuvre et leurs moyens en matière de sécurité. C'est lui qui se chargera notamment d'impulser la création et le développement de la police de proximité[réf. nécessaire].
À la suite des actes terroristes du 11 septembre 2001, le président Jacques Chirac s'attache à vouloir améliorer la gestion des crises majeures et réorganise le conseil de Sécurité tout en élevant la Sécurité intérieure au plus haut niveau : ainsi, le conseil est-il désormais présidé par le président de la République lui-même et Nicolas Sarkozy, « véritable numéro deux » du gouvernement, est-il nommé ministre de l'Intérieur, « de la Sécurité intérieure » et des libertés locales. Le conseil de Sécurité nouvelle formule est créé en mai 2002 et se réunit pour la première fois le 24 mai 2002 à l'Élysée, ses délibérations devant rester confidentielles.
Le secrétariat général du Conseil de sécurité intérieure (SGCSI) est désormais assumé par une autorité dédiée, spécialement nommée par le chef de l'État, alors que ce n'était auparavant que l'une des nombreuses responsabilités du directeur de cabinet du Premier ministre.

### Projet avorté du Conseil de sécurité nationale à l'américaine (2007)
Après son élection à la présidence de la République en 2007, Nicolas Sarkozy a envisagé de créer un Conseil de sécurité nationale sur le modèle américain. L'initiative a été portée par le député UMP Pierre Lellouche, le criminologue Alain Bauer et le député socialiste Michel Rocard,. Le projet a évolué et, contrairement au projet américain, il ne devait plus être chargé des questions de Sécurité intérieure. Il devait regrouper une trentaine d'experts du Quai d'Orsay, du ministère de la Défense et du SGDN, qui dépend lui du Premier ministre, ainsi que des universitaires. Le conseil de Sécurité nationale devait également intégrer l'ex-« cellule africaine » dirigée par Bruno Joubert, ex-directeur de la stratégie de la DGSE. Jean-David Levitte, conseiller diplomatique du chef de l'État, qui était pourtant initialement opposé à ce projet, devait en prendre la direction. Il aurait dû éviter les problèmes de compétences avec le ministère des Affaires étrangères. En raison notamment de l'hostilité du milieu de la Défense nationale, le projet fut finalement abandonné en l'état au profit de l'évolution des institutions existantes.

### Conseil de défense et de sécurité nationale (depuis 2009)
Le décret du 24 décembre 2009 crée le « conseil de Défense et de Sécurité nationale » (CDSN) en remplacement du conseil de Sécurité intérieure. Celui-ci reste sous la présidence du chef de l'État,. Cette réforme fait suite au Livre blanc sur la Défense et la Sécurité nationale (juin 2008), prélude à la loi du 29 juillet 2009 de programmation militaire qui a fait entrer dans le droit français le concept de Sécurité nationale. Par ailleurs, le secrétariat général de la Défense et de la Sécurité nationale (SGDSN) voit le jour. Il fusionne SGCSI et SGDN.

## Compétences
Le Conseil de défense et de sécurité nationale est une forme de Conseil des ministres restreint , comme l’est aussi le Conseil de défense écologique.
Le Conseil de défense et de sécurité nationale définit les orientations en matière de programmation militaire, de dissuasion, de conduite des opérations extérieures, de planification des réponses aux crises majeures, de renseignement, de sécurité économique et énergétique, de programmation de sécurité intérieure concourant à la sécurité nationale et de lutte contre le terrorisme. Il en fixe les priorités.
Institution clé en matière de sécurité, le conseil doit aussi coordonner et développer la lutte contre la délinquance. Le conseil possède également compétence pour évaluer l'efficacité des mesures mises en œuvre dans le cadre de la Sécurité intérieure et il doit, de la même manière, garantir l'adéquation des moyens affectés aux enjeux contemporains entendus sous le vocable de Sécurité intérieure.
Depuis le début de la pandémie de Covid-19 en 2020, Emmanuel Macron fait de ce Conseil de défense et de sécurité nationale un lieu de décision sur la lutte contre la pandémie. Dès lors, le ministre de la santé, Olivier Véran, et le directeur général de la santé, Jérôme Salomon, y sont présents. Le conseil est réuni à l’Élysée, au salon Murat (utilisé notamment pour le conseil des ministres). « C’est une ambiance de réunion de travail, explique un participant. Les sujets sont pris les uns après les autres : tests, traçage, mesures de gestion. Le président ou les ministres peuvent poser des questions – parfois précises – aux ministres et aux responsables d’administration. », précisant : « On peut tout s’y dire. Et cela ne fuite pas ». Les participants sont tenus au secret de la défense nationale. Ce mode de fonctionnement est critiqué par l'opposition, notamment pour le manque de transparence sur la justification des décisions. Pour Olivier Gohin, professeur de droit public, il n’est pas anormal de traiter de l’épidémie dans ce cadre car la crise sanitaire est un problème de sécurité nationale. Pour Chloé Morin, politologue, le recours à cette instance met entre parenthèses les institutions démocratiques habituelles et traduit une conception monarchique du pouvoir.
Le 2 septembre 2022, le président de la République Emmanuel Macron préside un Conseil de défense consacré, pour la première fois, à la crise énergétique.

## Formations restreintes et spécialisées
Depuis 2009, le Conseil de défense et de sécurité nationale peut être réuni dans une forme restreinte, avec une composition fixée par le président en fonction des points figurant à son ordre du jour. Il se réunit à l'occasion de crises, « s’agissant en particulier de la conduite des opérations extérieures ».
Le Conseil de défense et de sécurité nationale peut également être réuni en formations spécialisées, de deux types. Premièrement, Conseil national du renseignement définit les orientations stratégiques et les priorités en matière de renseignement. Il établit la planification des moyens humains et techniques des services spécialisés de renseignement. Deuxièmement, le conseil des armements nucléaires définit les orientations stratégiques et s'assure de l'avancement des programmes en matière de dissuasion nucléaire.

## Compositions
|                                                                                | Conseil de défense et de sécurité nationale | Conseil national du renseignement                             | Conseil des armements nucléaires |
| Président de la République (préside les conseils)                              | oui                                         | oui                                                           | oui                              |
| Premier ministre                                                               | oui                                         | oui                                                           | oui                              |
| Ministre des Armées                                                            | oui                                         | (en tant que responsable de la DGSE, de la DRM et de la DRSD) | oui                              |
| Ministre de l’Intérieur                                                        | oui                                         | (en tant que responsable de la DGSI)                          |                                  |
| Ministre de l’Économie et des Finances                                         | oui                                         |                                                               |                                  |
| Ministre chargé du Budget                                                      | oui                                         | (en tant que responsable de la DNRED et de Tracfin)           |                                  |
| Ministre des Affaires étrangères                                               | oui                                         |                                                               |                                  |
| D’autres ministres pour les questions relevant de leur responsabilité          | S’il y a lieu, sur convocation du président |                                                               |                                  |
| Le coordonnateur national du renseignement et de la lutte contre le terrorisme |                                             | oui                                                           |                                  |
| Directeurs des services spécialisés de renseignement                           |                                             | Ceux dont la présence est requise par l’ordre du jour         |                                  |
| Chef d'état-major des armées                                                   |                                             |                                                               | oui                              |
| Délégué général pour l'armement                                                |                                             |                                                               | oui                              |
| Directeur des applications militaires du commissariat à l'énergie atomique     |                                             |                                                               | oui                              |

Le président du Conseil de défense et de sécurité nationale peut, en outre, convoquer pour être entendue par le conseil, en formations plénière, spécialisées ou restreintes, toute personnalité en raison de sa compétence (par exemple, le préfet de police de Paris au conseil du 21 septembre 2010).
Le secrétariat du Conseil de défense et de sécurité nationale, dans ses formations plénière, spécialisées et restreintes, est assuré par le SGDSN.

## Réunions

### Du conseil de sécurité intérieure
- 24 mai 2002 : mise en place des groupes d'intervention régionaux[6].
- 26 juillet 2005 : réunion à la suite des attentats du 7 juillet 2005 et du 21 juillet 2005[réf. nécessaire].
- 6 novembre 2005 : réunion du CSI dans le cadre des Émeutes de 2005 dans les banlieues françaises[34].

### Du Conseil de défense et de sécurité nationale
Avant 2015, le Conseil se réunissait deux ou trois fois par an. Après l’attentat du 14 juillet 2016 à Nice, il a été décidé d’un rythme hebdomadaire.
Il s'est ensuite réuni : 10 fois en 2015, 32 fois en 2016, 42 fois en 2017. En 2020, les conseils de défense ont été consacrés à la pandémie de maladie à coronavirus (quarante entre mars et octobre), à la situation en Syrie (le 4 mars) et au terrorisme (les 23 et 30 octobre, après les attentats de Conflans-Sainte-Honorine et de la basilique Notre-Dame de Nice,).

### Du conseil restreint
- Le conseil de Défense restreint réuni le 21 septembre 2010 portait sur les questions de terrorisme et d'otages. Ce conseil a été décidé compte tenu notamment de l'enlèvement au Niger de cinq Français le 16 septembre 2010 par Al-Qaida au Maghreb islamique[32]
- Un conseil de Défense restreint a été réuni le 29 août 2012 pour aborder la question de la guerre civile syrienne. Il a également été question des otages français retenus au Sahel[39]
- Pour traiter de l’opération au Mali, le conseil de Défense restreint s'est réuni quotidiennement à partir du vendredi 11 janvier 2013[24],[40]
- Un conseil de Défense restreint s'est tenu le 16 août 2021 au lendemain de la chute de Kaboul[41]

Il se tient un conseil restreint de défense et de sécurité le mercredi avant le conseil des ministres.